# Јаник Вебер
Јаник Сирил Вебер (фр. Yannick Cyril Weber; Морж, 23. септембар 1988) професионални је швајцарски хокејаш на леду који игра на позицији одбрамбеног играча.
Године 2007. учествовао је на улазном драфту НХЛ лиге где га је као 73. пика у трећој рунди одабрала екипа Монтреал канадијанса. Као члан репрезентације Швајцарске играо је на два олимпијска и неколико турнира светских првенстава.

## Клупска каријера
Вебер је професионалну каријеру започео као играч екипе Лангентала у чијем дресу је одиграо сезону 2005/06. у другој лиги Швајцарске, и то као позајмљени играч екипе Берна. По окончању те сезоне одлази у Канаду где проводи наредне две сезоне играјући за јуниорски тим Киченер ренџерса у Омладинској лиги Онтарија.
Одличне игре у дресу Ренџерса обезбедиле су му место на драфту НХЛ лиге, где га је у лето 2007. као 77. пика у трећој рунди одабрала екипа Монтреал канадијанса. Годину дана касније потписује први професионални уговор са екипом Канадијанса на период од 3 године, а потом наредне две сезоне проводи играјући за екипу Хамилтон булдогса (филијали Канадијанса) у АХЛ лиги. У дебитантској НХЛ сезони одиграо је свега 6 утакмица за екипу из Монтреала, укључујући и три утакмице у доигравању за Стенли куп, где је постигао и свој први (и једини погодак) у тој сезони за Канадијансе против екипе Бруинса. И наредну, сезону 2009/10. провео је углавном играјући за Булдогсе, одигравши свега пет утакмица за матични тим, а потом је наредне две сезоне скоро у целости провео играјући за први тим Канадијанса.
Први погодак у лигашком делу НХЛ лиге постигао је 9. фебруара 2011, такође против Бруинса, што му је уједно био и једини гол у прелиминарном делу сезоне током које је постигао још два поготка у доигравању против бостонског тима.
Највећи део сезоне 2012/13. због локаута у НХЛ-у провео је играјући за екипу Женева-Сервета у швајцарској НЛА лиги, где је остварио запажен учинак од 5 голова и 16 асистенција у на 32 одигране утакмице. Након истека уговора са Канадијансима на крају те сезоне, Вебер као слободан играч потписује једногодишњи уговор са другим канадским НХЛ лигашем, Ванкувер канаксима. У сезони 2014/15. као играч Канакса поставља лични рекорд са 11 постигнутих голова (уз још 10 асистенција), од чега је 5 голова постигао на последњих 11 утакмица регуларног дела сезоне, да би по окончању сезоне продужио уговор са клубом за још једну сезону (вредност уговора је била 1,5 милиона америчких долара).
Након три сезоне проведене у дресу екипе из Ванкувера, у лето 2016. напушта Канаду и потписује једногодишњи уговор са екипом Нешвил предаторса Прву сезону у дресу Предаторса завршио је поразом у финалу доигравања за Стенли куп од Пенгвинса, али и новим продужењем уговора са клубом.

## Репрезентативна каријера
Вебер је играо за све млађе репрезентативне селекције Швајцарске, укључујући и три наступа на светском првенству за играче до 20 година, а деби у дресу сениорске репрезентације имао је на Светском првенству 2009. које се играло управо у Швајцарској.
Као репрезентативац Швајцарске наступио је и на два олимпијска турнира, у Ванкуверу 2010. и Сочију 2014, али без неког запаженијег статистичког учинка.
| Година                   | Репрезентација           | Првенство                | Пласман                  |    | Ут. | Г | А  | Бод | Иск |
| ------------------------ | ------------------------ | ------------------------ | ------------------------ | -- | --- | - | -- | --- | --- |
| 2005.                    | Швајцарска У18           | СП У18                   | 9.                       | 6  | 1   | 0 | 1  | 6   |     |
| 2006.                    | Швајцарска У18           | СП У18 Дивизија1         | 12.                      | 5  | 0   | 2 | 2  | 22  |     |
| 2006.                    | Швајцарска У20           | СП У20                   | 7.                       | 6  | 1   | 0 | 1  | 4   |     |
| 2007.                    | Швајцарска У20           | СП У20                   | 7.                       | 6  | 1   | 3 | 4  | 10  |     |
| 2008.                    | Швајцарска У20           | СП У20                   | 9.                       | 6  | 2   | 4 | 6  | 14  |     |
| 2009.                    | Швајцарска               | СП                       | 9.                       | 3  | 0   | 0 | 0  | 8   |     |
| 2010.                    | Швајцарска               | ОИ                       | 8th                      | 5  | 0   | 0 | 0  | 6   |     |
| 2014.                    | Швајцарска               | ОИ                       | 9.                       | 4  | 0   | 0 | 0  | 2   |     |
| 2014.                    | Швајцарска               | СП                       | 10.                      | 7  | 3   | 1 | 4  | 4   |     |
| 2016.                    | Швајцарска               | СП                       | 10.                      | 7  | 1   | 2 | 3  | 4   |     |
| 2019.                    | Швајцарска               | СП                       |                          | 4  | 0   | 0 | 0  | 14  |     |
| Јунироски наступи укупно | Јунироски наступи укупно | Јунироски наступи укупно | Јунироски наступи укупно | 29 | 5   | 9 | 14 | 56  |     |
| Сенироски анступи укупно | Сенироски анступи укупно | Сенироски анступи укупно | Сенироски анступи укупно | 30 | 4   | 3 | 7  | 38  |     |